# Snelle klei

De gevolgen van een aardverschuiving met snelle klei in april 1870, in Hokstad, een dorp op het eiland Ytterøy in de Trondheimfjord. Er vielen 7 doden.

Snelle klei, ook Leda-klei of Champlain-klei genoemd, is een in de ijstijd gevormde soort zeeklei die onder andere voorkomt in Canada, Noorwegen, Rusland, Zweden, Finland, Alaska en Japan.
De aanduiding Leda-klei is in 1863 gemunt door Willam Dawson, destijds medewerker van de Geological Survey of Canada. Hij noemde de klei naar het meest voorkomende fossiel dat hij erin aantrof, Leda glacialis. De term Champlain-klei verwijst naar de Champlainzee, een binnenzee in Canada die met de zee was verbonden tijdens de laatste ijstijd, waarvan het huidige veel kleinere Champlainmeer een restant is.
Snelle klei kan erg instabiel worden. Wanneer snelle klei aan voldoende druk wordt blootgesteld, kan de klei liquefactie vertonen. De klei verandert dan in een waterige vloeistof. Dit gedrag van de klei veroorzaakt aardverschuivingen door de plotselinge bodemvervloeiing. Externe invloeden, zoals trillingen veroorzaakt door een aardbeving of enorme regenval kunnen dit verschijnsel in gang zetten.

## Afzettingen van snelle klei
Snelle klei komt vooral voor in het noorden van het Europa en het noorden van Noord-Amerika. In Canada wordt de klei voornamelijk geassocieerd met sedimenten in de Champlainzee die gevormd zijn tijdens het Pleistoceen, in de Ottawa Valley, de St. Lawrence Valley en in de regio rond de rivier de Saguenay. Ook de snelle klei gebieden in Europa zijn ontstaan tijdens de laatste ijstijd van het Pleistoceen.
Snelle klei is de onderliggende oorzaak geweest van veel dodelijke aardverschuivingen. In Canada zijn meer dan 250 aardverschuivingen in verband gebracht met de aanwezigheid van snelle klei. Sommige van deze aardverschuivingen zijn lang geleden gebeurd waarbij de triggers mogelijk aardbevingen zijn geweest.
In Noorwegen is uit een inventarisatie tot 2020 gebleken dat er 23.000 gebieden zijn waar snelle klei aanwezig is. Daar wonen ca. 90.000 mensen.

## Stabiliteit van snelle klei
De sterkte van snelle klei wordt na verloop van tijd veel kleiner dan in de oorspronkelijke toestand waarin de klei is gevormd. Dit wordt veroorzaakt door de zeer instabiele structuur van kleideeltjes. Volgens een definitie is een kleisoort snelle klei als de schuifsterkte in de verstoorde toestand 30 keer kleiner is dan in de onverstoorde toestand. Deze verhouding wordt aangeduid met de term gevoeligheid (sensitivity).
Snelle klei ontstaat door afzettingen in een mariene omgeving (in een zeemilieu). Als na de vorming het zeewater verdwijnt, bijvoorbeeld doordat het land omhoog is gekomen, resteert een laag snelle klei op het land.
Kleimineraaldeeltjes hebben een permanente negatieve lading op het oppervlak. Dit geldt niet alleen voor snelle klei, maar voor ook voor andere kleisoorten. Deze negatieve elektrische ladingen worden gecompenseerd door positieve ladingen op kationen (zoals Na+) die geadsorbeerd zijn op het oppervlak van de kleideeltjes, of die aanwezig zijn in de poriën van de klei, die dan gevuld zijn met water. Kleideeltjes zijn dus altijd omgeven door een elektrochemische dubbellaag (EDL). De dikte van de EDL is afhankelijk van het zoutgehalte van het water. Onder zoute omstandigheden (bij hoge ionsterkte) wordt EDL samengedrukt. Dit maakt de aggregatie van kleiplaatjes makkelijker, zodat zij uitvlokken en aan elkaar kleven zodat een stabielere aggregaatstructuur ontstaat.
Nadat de zeeklei-afzetting omhoog is gekomen en niet langer wordt blootgesteld aan het zoute water, kan regenwater langzaam de slecht verdichte kleilaag infiltreren en kan de overmaat aan zout (NaCl) die oorspronkelijk in de kleilaag aanwezig was uit de klei diffunderen. Hierdoor wordt de EDL minder samengedrukt en gaat deze uitzetten. Het gevolg is dat de negatief geladen kleideeltjes elkaar gaan afstoten, waardoor zij gemakkelijker kunnen worden gedispergeerd en stabiele suspensies gaan vormen in het nu zoete water. Dit leidt tot een destabilisatie van de structuur van klei-aggregaten, hetgeen kan leiden tot een aardverschuiving op grote schaal.
Snelle klei krijgt snel weer de oorspronkelijke sterkte terug als er weer zout wordt toegevoegd. De EDL wordt dan weer samengedrukt, waardoor de kleideeltjes hun samenhang met elkaar herstellen.

## Geologische vorming van snelle klei
Op het hoogtepunt van de laatste ijstijd (ongeveer 20.000 jaar geleden) werd het land in Noord-Europa en ook in Canada 'naar beneden gedrukt' door het gewicht van het ijs. Het door de gletsjers afgeschuurde gesteente werd als zand en klei afgezet in de omringende oceaan, die door de daling van het land aanzienlijk landinwaarts was doorgedrongen. De losse afzetting van het slib en de kleideeltjes in het mariene milieu zorgde voor een ongebruikelijke flocculatie. Zo werd een skelet van gronddeeltjes gevormd, die aan elkaar werden 'gelijmd' door zeer mobiele ionen uit het zout in de zee.
Meestal leidt de afzetting van sediment in de zee tot zeer sterke zeeklei, die over de hele wereld wordt aangetroffen en die zeer stabiel is, maar wel met eigen unieke geotechnische problemen. Toen de gletsjers zich terugtrokken, steeg de landmassa (de postglaciale opheffing), de zeeklei werd blootgelegd en werd een voedingsbodem voor nieuwe vegetatie. Door de regen werd de ionische 'lijm' van de klei verzwakt, waarna een zwak, los skelet van gronddeeltjes overbleef, waarin heel veel water was opgenomen.

## Instorting van snelle klei
Snelle kleiafzettingen zijn meestal bedekt met een andere laag grond erboven. Deze bovengrond kan de meeste krachten absorberen, zodat normale regenval of een bescheiden aardbeving weinig schade toebrengt aan de kleilaag zelf. Sommige gebeurtenissen gaan echter gepaard met zeer grote krachten, waardoor ook de stabiliteit van de onderste klei-laag wordt aangetast. Dan zal het proces van liquefactie beginnen.
Dit kan gebeuren bij een grote aardbeving, maar ook als een andere grote massa toegevoegd wordt aan de bovenste laag. Een andere verstoring kan optreden na een periode met zeer hevige regenval, waarbij de bovenste grondlaag volledig verzadigd wordt met water, zodat het overtollige water in de snelle klei doordringt.
De aardverschuivingen van snelle klei zijn retrogressief, wat betekent dat ze meestal onderaan, bij een wateroppervlak beginnen en langzaam omhoog kruipen. Hele dikke lagen snelle klei op een hellende rotsbodem kunnen echter zeer snel instorten. Ook komt het voor dat zeer grote brokken met hoge snelheid door de vloeibare klei glijden. Soms kunnen dit soort gebeurtenissen kilometers ver landinwaarts doordringen en alles op hun pad vernietigen.

## Historische rampen

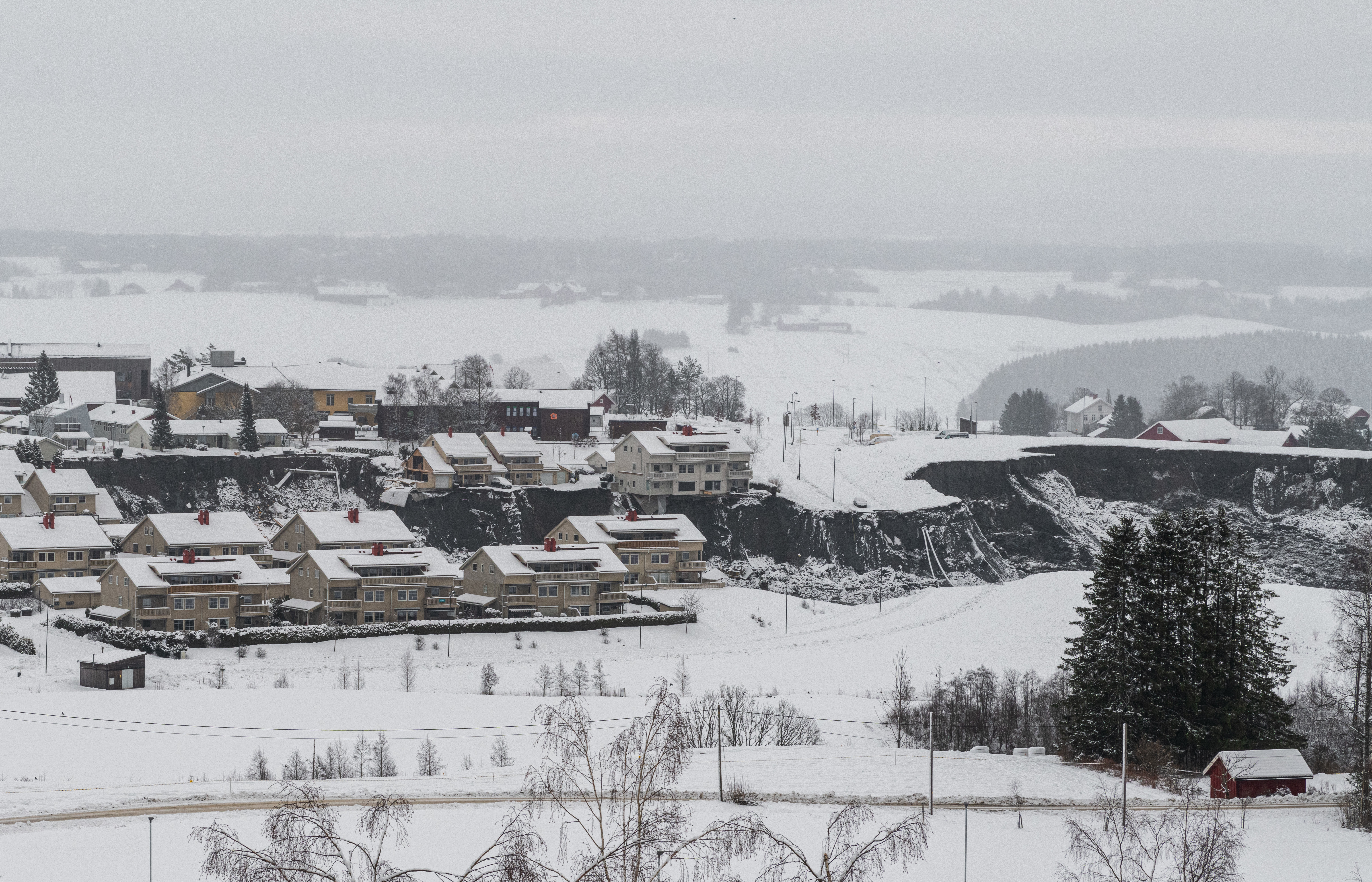
De schade na de aardverschuiving in Ask, Noorwegen, op 30 december 2020

Omdat een laag snelle klei veelal bedekt is met een andere, "normale" bovengrond, is zo een risicovolle bodemlaag niet direct waarneembaar. De snelle klei kan alleen gevonden worden door middel van een bodemtest. Nederzettingen en transportverbindingen zijn dan ook vaak gebouwd op of nabij kleiafzettingen, wat heeft geleid tot een aantal ernstige rampen:
- In 1702 vernietigde een aardverschuiving bijna alle sporen van de middeleeuwse stad Sarpsborg in de provincie Viken in Noorwegen. Vijftien mensen en 200 dieren kwamen daarbij om.
- Op 19 mei 1893 kwamen bij een aardverschuiving in Verdal, Noorwegen, 116 mensen om het leven[6] en werden 105 boerderijen verwoest. De weggespoelde klei liet een krater achter met een diameter van enkele kilometers.
- De ernstigste aardverschuiving van Noord-Amerika vond plaats in 1908, toen een lawine van snelle klei in de bevroren rivier de Lièvre een golf van ijs veroorzaakte (een soort tsunami) naar Notre-Dame-de-la-Salette in de provincie Quebec. Daarbij kwamen 33 mensen om en werden 12 huizen vernietigd.
- In 1955 trof een aardverschuiving een deel van het centrum van Nicolet, ook in Quebec, waarbij $ 10 miljoen aan schade werd veroorzaakt.
- De aardbeving in Alaska op Goede Vrijdag 27 maart 1964 verwoestte met een sterkte van 9,2 op de schaal van Richter de grote stad Anchorage in Alaska, waarbij veel doden vielen. De aardbeving veroorzaakte tevens een grote aardverschuiving door het vloeibaar worden van snelle klei,[7] waardoor een deel van de stad in zee spoelde.
- Op 4 mei 1971 stierven 31 mensen door een teruglopende stroom van snelle klei in Saint-Jean-Vianney, eveneens in Quebec. Daarna verklaarde de regering het gebied onbewoonbaar en werd de hele stad verplaatst.
- De ramp bij Saint-Jean-Vianney leidde ertoe dat de stad Lemieux in Ontario in 1991 werd verlaten. Een studie uit 1989 had aangetoond dat de stad op dezelfde kleisoort was gebouwd, langs de South Nation River. In 1993 werden die voorspellingen bevestigd, omdat de verlaten hoofdstraat van de stad werd opgeslokt door een enorme aardverschuiving van 17 hectare.
- Een andere beruchte aardverschuiving door snelle klei vond in 1978 plaats in Rissa, in Noorwegen. Ongeveer 33 hectare landbouwgrond werd vloeibaar en stroomde binnen een paar uur in het Botn-meer. Er kwam een persoon bij om. De gebeurtenis werd goed waargenomen door de lokale burgers en er werd in 1981 een documentaire over gemaakt.[8]
- Op 11 mei 2010 kostte snelle klei het leven aan een gezin dat in Saint-Jude in Quebec woonde. Het land waarop hun huis was gebouwd stortte plotseling richting de rivier Salvail. De aardverschuiving ging zo snel dat het gezin omkwam waar ze zaten, terwijl ze op televisie naar een ijshockeywedstrijd keken.
- Op 2 februari 2015 veroorzaakte een aardverschuiving het instorten van een pijler van de Skjeggestad-brug in Zuidoost-Noorwegen. Deze aardverschuiving werd veroorzaakt door nabijgelegen grondwerken.
- Op 3 juni 2020 werden acht gebouwen in zee geveegd door een aardverschuiving in Kråkneset in de gemeente Alta in Noorwegen. De aardverschuiving werd gefilmd door een bewoner. Er vielen geen slachtoffers en een hond werd uit de zee gered.
- Op 30 december 2020 werd een deel van een woonwijk weggespoeld door een aardverschuiving in Ask in de gemeente Gjerdrum in Noorwegen. Hierbij kwamen 10 personen om het leven en minstens 14 gebouwen verdwenen. Er werden meer dan 1000 personen uit het dorp geëvacueerd.
- Op 23 september 2023 vond mogelijk door snelle klei een grote grondverschuiving plaats in Stenungsund, Zweden, waarbij de autosnelweg E6 van Gotenburg naar Oslo over gebied van 200x700 meter werd beschadigd, inclusief zijwegen en diverse bedrijven. Drie mensen raakten gewond. De grootste verschuiving was 50 meter.[bron?] Bij het ongeval werd op de breukstukken vervloeide klei geconstateerd. De regio had een zeer natte juli en augustus achter de rug. Kort na het ongeval bestond het vermoeden dat de liquefactie door bouwactiviteiten met explosieven kon zijn geactiveerd. Locatie: 58° 3′ NB, 11° 53′ OL. De oorzaak was op 24 september echter nog niet vastgesteld.[9]

## Preventie
Gebieden waarvan bekend is dat er afzettingen zijn van snelle klei worden gewoonlijk getest voorafgaand aan verdere ontwikkeling, bijvoorbeeld bij bouwplannen. Het is echter niet altijd mogelijk om het bouwen op een locatie met snelle klei te vermijden. Er bestaan engineeringtechnieken om voorzorgsmaatregelen te nemen om de kans op een ramp te verkleinen. Toen Highway 416 in Ontario bijvoorbeeld door een snelle kleiafzetting in de buurt van Nepean moest lopen werden lichte vulmaterialen zoals polystyreen gebruikt voor de wegbedding. Daarnaast werd verticale waterdrainage langs de route aangebracht en werden er muren onder de snelweg gebouwd. om waterinfiltratie in de klei te beperken.